# Carlos Gálviz García
Carlos Johan Gálviz García (Santa Ana del Táchira, Córdoba, Táchira, 27 d'octubre de 1989) és un ciclista veneçolà, professional del 2011 al 2015.
El gener de 2016 es va anunciar que va donar positiu en un control per EPO a la Volta a Costa Rica, i va ser suspès.

## Palmarès
- 2009
  -  Campió de Veneçuela sub-23 en contrarellotge
  - 1r a la Volta al Zulia i vencedor d'una etapa
  - Vencedor d'una etapa al Clásico Virgen de la Consolación de Táriba
- 2010
  -  Campió de Veneçuela sub-23 en contrarellotge
  - Vencedor d'una etapa a la Volta a Guatemala
- 2012
  - Vencedor d'una etapa a la Volta a la Vall del Cauca
- 2014
  - Medalla d'or als Jocs Centreamericans i del Carib a la cursa en ruta
  -  Campió de Veneçuela en contrarellotge
  - 1r a la Volta al Táchira
  - 1r a la Volta a Trujillo i vencedor d'una etapa
  - Vencedor d'una etapa a la Volta a la Independència Nacional
  - Vencedor d'una etapa a la Volta a Veneçuela
- 2015
  - Vencedor d'una etapa a la Volta al Táchira